# Tortelli amari de Castel Goffredo
Les tortelli amari de Castel Goffredo sont un type de pâtes farcies comme les raviolis. C'est un produit traditionnel typique de Castel Goffredo, une petite ville de la province de Mantoue, en Lombardie.

## Description
Son nom provient de la présence dans la farce de la menthe-coq ou grande balsamite, une plante aromatique appelée localement « herbe amère. » Les autres ingrédients de la farce sont des herbes, du fromage parmesan, de la chapelure, des œufs, de la noix muscade, de la sauge, de l'oignon, de l'ail et du sel. La préparation des pâtes fraîches est toujours une recette traditionnelle avec 10 œufs par kg de farine. La pâte ainsi obtenue (qu'on appelle en italien la sfoglia (it)) est remplie par la farce et pliée pour obtenir le tortello typiquement aplati et triangulaire.
Une fois cuits dans l'eau salée, les tortelli sont servis saupoudrés de parmesan et arrosés d'une cuillère à soupe de beurre fondu parfumé à la sauge.
Chaque année, durant la troisième semaine de juin, à Castel Goffredo, se déroule la « fête du Tortello Amaro. »

### Liens
- (it) Cet article est partiellement ou en totalité issu de l’article de Wikipédia en italien intitulé « Tortello Amaro di Castel Goffredo » (voir la liste des auteurs).